# ヴェラ・ルービン
ヴェラ・クーパー・ルービン（Vera Cooper Rubin, 1928年7月23日 - 2016年12月25日）はアメリカ合衆国の天文学者。銀河の回転速度に関する観測と研究から、銀河には恒星などの光を発する天体の総質量を遥かに上回る質量の「暗黒物質 (dark matter) 」が存在することを示した。ヴェラ・ルービンとも。

## 生涯と業績
ペンシルベニア州フィラデルフィア生まれ、旧姓クーパー。幼いころから天文学に興味があり、高校生のときには天体望遠鏡を自作。1948年にヴァッサー大学卒業後、プリンストン大学を志望したが女性であったため入学を認められず、コーネル大学に進みフィリップ・モリソンやリチャード・P・ファインマン、ハンス・ベーテの下で物理学を学んだ。1954年にはジョージタウン大学においてジョージ・ガモフの指導を受ける。
アンドロメダ銀河の回転速度を観測した結果、銀河の回転速度が天体の分布から予測される速度と大きく異なり、周辺部でも中心部と速度がほとんど変わらないことを発見した。これは「銀河の回転曲線問題 (galaxy rotation problem)」と呼ばれる天文学の未解決問題の一つであり、これを説明するために暗黒物質に関する理論が発展した。
カーネギー・インスティテュート・オブ・ワシントンで研究を続けた。全米科学アカデミー会員。4人の子供も全員、自然科学や数学の分野で活動しており、特に息子のカール・ルービンは楕円曲線のテイト・シャファレヴィッチ群が有限になる例を初めて構成したことやオイラー系の業績で著名な数学者である。ニュージャージー州プリンストンで死去。

## 受賞
- 1993年 アメリカ国家科学賞、ディクソン賞科学部門[4]
- 1994年 ヘンリー・ノリス・ラッセル講座基金（ヘンリー・ノリス・ラッセル講師職）
- 1996年 王立天文学会ゴールドメダル、ワイツマン女性科学賞
- 2002年 グルーバー賞宇宙論部門
- 2003年 ブルース・メダル
- 2004年 ジェイムズ・クレイグ・ワトソン・メダル
- 2008年 トムソン・ロイター引用栄誉賞、リヒトマイヤー記念賞

## 名前に因むもの
- 小惑星5726 Rubin[5]
- ルービン・フォード効果（英語版）
- ヴェラ・ルービン・リッジ（火星の地名[6]）
- NSFヴェラ・C・ルービン天文台 (全天サーベイ用の8.4m望遠鏡を備えたチリの天文台)

## 主な著作
発行年順。
- 『Study week on large-scale motions in the universe, November, 9-14, 1987』Coyne, George V.（共編）、バチカン図書館（Città del Vaticano）：Pontificia Academia Scientiarvum〈Pontificiae Academiae Scientiarvm scripta varia 第76巻〉、1988年。LC番号 88028839、ISBN 8877610344。
- 『Bright galaxies, dark matters』アメリカ物理学会〈Masters of modern physics〉、1997年頃。LC番号 96025122、ISBN 1563962314。
- 「アンドロメダ銀河に暗黒物質を見つけて」粟木瑞穂（訳）『パリティ = Parity : 物理科学雑誌』第22巻第7号、東京 : 丸善出版、2007年7月、p.50-53。ISSN 0911-4815。別題「Seeing dark matter in the Andromeda galaxy」。

## 関連資料
発行年順。
- 中村士、岡村定矩「ルービン　Rubin, Vera Cooper(1928-)」『宇宙観5000年史 = Five Thousand Years of Cosmic Visions : 人類は宇宙をどうみてきたか』東京 : 東京大学出版会、2011年、p.252。ISBN 978-4-13-063708-4。『宇宙観の歴史と科学』 (放送大学教育振興会2008年刊) の増補改訂、別題『Five Thousand Years of Cosmic Visions』。
- Brown, JPat; Lipton, B.C.D.; Morisy, Michael（編）「Vera Rubin」『Scientists under surveillance : the FBI files』Aftergood, Steven（序）。マサチューセッツ州ケンブリッジ : The MIT Press、2019年。LC番号 2018038524、ISBN 9780262536882。